# Garáže Řepy
Garáže Řepy jsou pražské autobusové a trolejbusové garáže sloužící městskému dopravnímu podniku pro obsloužení západní a jihozápadní části Prahy. Nacházejí se ve stejnojmenné městské části, na jejím severním okraji, jihozápadně od křižovatky ulic Karlovarská a Slánská. V současné době vypravují řepské garáže několik desítek denních i nočních linek. Garážovány zde jsou standardní i kloubové autobusy.
Od roku 2004 nahradily Řepy i zrušené dejvické garáže. Garáže Řepy jsou po garážích Hostivař druhými nejmladšími garážemi v Praze.
Od roku 2024 jsou zde garážovány i trolejbusy, konkrétně tříčlánkové vozy Škoda-Solaris 24m.

## Historie
Historie řepských garáží se začíná psát již ve druhé polovině 60. let 20. století, kdy ostatní garáže dopravního podniku měly problémy s kapacitou, neboť autobusová doprava v hlavním městě zrovna prodělávala velký rozmach. Druhým důvodem k úvahám o jejich výstavbě byl fakt, že na levém břehu Vltavy se v té době nacházely pouze jedny autobusové garáže, garáže Dejvice. První projekt vznikl v roce 1969 a podle něho mělo být v Řepích umístěno 115 autobusů. V roce 1974 došlo k přepracování projektové dokumentace a kapacita řepských garáží byla navýšena na 315 vozidel. Stavba byla zahájena o dva roky později.
Autobusové garáže Řepy byly otevřeny 15. srpna 1982, přeložen sem byl kompletně personál i vozový park garáží Dejvice, do Dejvic se naopak nastěhoval personál a vozidla ze zrušených garáží Pankrác. 
K 1. lednu 1983 bylo v Řepích umístěno 165 autobusů, většina typu Karosa ŠM 11, 22 nových vozů Karosa B 731 a po několika kusech dalších variant řady Š a řady 700. V následujících letech se počet autobusů zvyšoval, byly dodávány jak standardní vozy B 731 (a později i Karosa B 732), tak i maďarské kloubové autobusy Ikarus 280. Vrcholem byl rok 1991, kdy garáže provozovaly celkem 287 vozů (poslední autobusy typu ŠM 11 byly vyřazeny v průběhu roku 1988).
V garážích se nachází několik budov. V hlavní budově je vrátnice, výpravna, kantýna a kanceláře. Hlavní parkovací hala je vybavena spodním odtahem spalin, do komplexu kromě ní patří ještě gumárny, diagnostické středisko, mytí spodků vozů, stanoviště denního ošetření a denní kontroly vozidel a ještě mnoho dalších zázemí, převážně pro zaměstnance (kanceláře, šatny). V hale oprav se nachází prostory pro pravidelnou údržbu vozů, klempírna, sklad náhradních dílů, zvedáková hala a šatny pro zaměstnance. Samostatně se pak nachází myčka s čerpací stanicí a budova mytí, kde se provádí mytí či luxování interiérů vozů. V západní části areálu se nachází výtopna garáží a olejové hospodářství.
Po sametové revoluci počet vozidel klesal až na 230 kusů k 1. lednu 1994. To již bylo zařazeno 19 kloubových autobusů Karosa B 741, které nahradily některé Ikarusy. V dalších letech byl již početní stav na přibližně stejné úrovni. V roce 1996 přišel do Řep první nízkopodlažní autobus Karosa Citybus 12M evidenčního čísla 3006. O tři roky později byl vyřazen poslední řepský Ikarus 280. V posledních letech počet garážovaných autobusů mírně rostl, k 1. lednu 2007 se zde nacházelo 283 vozidel, největším počtem zde byl zastoupen Citybus 12M a dále Karosy B 951, B 931 a B 732. Nacházely se zde i kloubové vozy B 741, B 941 a B 961. V roce 2016 se zde nacházelo 294 autobusů: Citybus 12M a 18M, Citelis 12M a 18M, Crossway LE, Karosy B 951, B 941 a B 961, SOR NB 12, NB 18 a BN 8,5.
K 5. září 2022 se v garážích nachází 300 vozů, největším počtem je zde zastoupen SOR NB 12, NB 18, BN 12, BN 8,5 a Solaris Urbino 8,9 LE. Nachází se zde i pět vozů Crossway LE a dva kloubové vozy Karosa B 961 určené pro retroprovoz na lince 180.
Samotné garáže se rozdělují na několik odstavných ploch. Největší z nich je plocha „Hostivice“, kde je garážováno 85 kloubových vozů a 4 midibusy. Další plochou je plocha mezi hlavní parkovací halou a halou oprav, tzv. plocha „mezi halami“, na které je garážováno 42 vozů SOR NB 12, 13 midibusů, 2 vozy BN 12 a 1 vůz Crossway LE. Pod zastřešenými prostory hlavní parkovací haly je garážováno 84 vozů NB 12, 19 vozů BN 12, 4 vozy Crossway LE a 3 midibusy. Před hlavní parkovací halou se nachází plocha „před halami“, kde je garážováno 24 kloubových vozů, 8 vozů standardní délky a 4 midibusy. Nejmenší plochou je tzv. „hřiště“, kde je odstavováno 8 vozů SOR BN 8,5.  